# Hmelj (biljna vrsta)
Hmelj (obični hmelj, divlji hmelj, lat. Humulus lupulus) je biljka penjačica iz porodice Cannabaceae, red  Rosales, koja svakog proljeća niče ponovo iz na hladnoću otpornog rizoma. Udomaćen je u umjerenim područjima sjeverne hemisfere, i jedini je predstavnik roda hmelja (Humulus)
Cvjetne se šišarke hmelja koriste u proizvodnji piva, kojem daju specifičnu gorčinu i aromu. U ovu se svrhu rabe samo šišarke kultiviranih sorti biljke.
Mladi izdanci divlje biljke su jestivi.
Biljka se koristi i u narodnoj medicini i proizvodnji piva.

## Sastojci
Šišarke hmelja sadrže gorku tvar lupulin, alkaloid humulin, eterično ulje do 2 % ( po sastavu mircen, humulen, farnezen), hmelj taninsku i valerijansku kiselinu. Osim toga nađeni su i hormoni, klorogena kiselina, flavonoidi (kemferol, kvercitin-3-glikozid, leukocianidin, leukodelfinin), tanini (do 3,4 %), kumarini, vitamini (B1, B3, B6, PP).

## Podvrste
1. Humulus lupulus var. cordifolius (Miq.) Maxim.
2. Humulus lupulus var. lupuloides E.Small
3. Humulus lupulus var. neomexicanus Nelson & Cockerell
4. Humulus lupulus var. pubescens E.Small

## Sinonimi
- Japanski hmelj, Humulus japonicus Sieb. & Zucc. = Humulopsis scandens (Lour.) I.A. Grudzinskaya

## Narodni nazivi i autori
- blust, Šulek, B., 1879,
- bljušt, Visiani, R., 1842,
- hmel, Šulek, B., 1879,
- hmelina, Šulek, B., 1879,
- hmelj, Domac, R., 1994,
- hmeljevina, Šulek, B., 1879,
- kudiljice, Šulek, B., 1879,
- kuk, Visiani, R., 1842,
- kuke, Šulek, B., 1879,
- melj, Visiani, R., 1842

## Vanjske poveznice
PFAF database - Humulus lupulus